# Národní park Hunsrück-Hochwald
Národní park Hunsrück-Hochwald (německy Nationalpark Hunsrück-Hochwald) je národní park v Německu o rozloze 10 120 hektarů. Byl vyhlášen 1. března 2015 a je nejmladším národním parkem v Německu. Je také jediným, který leží na území dvou spolkových zemí (Porýní-Falc a Sársko). Správa parku sídlí v Birkenfeldu. Enklávami v jeho území jsou vesnice Börfink, Muhl, Thranenweier a Hujetsägemühle.
Park se nachází v jihozápadní části pohoří Hunsrück s nejvyšší horou Erbeskopf (816 m n. m.) a patří k povodí řeky Nahe. Dominují v něm bukové, smrkové a jedlové lesy na kvarcitovém podloží, nacházejí se zde také rašeliniště a horské louky. Žije zde jelen evropský, kočka divoká, netopýr velkouchý, datel černý, včelojed lesní a sýc rousný.
Na území národního parku leží rezervace Mörschieder Burr. Prochází jím turistická stezka Saar-Hunsrück-Steig.